# Temista
Temista de Làmpsac (en grec antic Θεμίστα) va ser una filòsofa grega deixeble d'Epicur que va viure al segle iii aC. Natural de Làmpsac, es va casar amb Leonteu, també deixeble d'Epicur.
Era una assistent habitual al "Jardí", l'escola epicúria, que permetia l'accés, a diferència d'altres escoles, a les dones i als esclaus. Va coincidir amb Leòncia, que freqüentava aquesta escola en el mateix període. Ciceró ridiculitza Epicur acusant-lo d'haver escrit "innombrables volums en elogi de Temista" i no haver-ho fet per homes més dignes com Milcíades, Temístocles o Epaminondas.